# Alfred Migsch

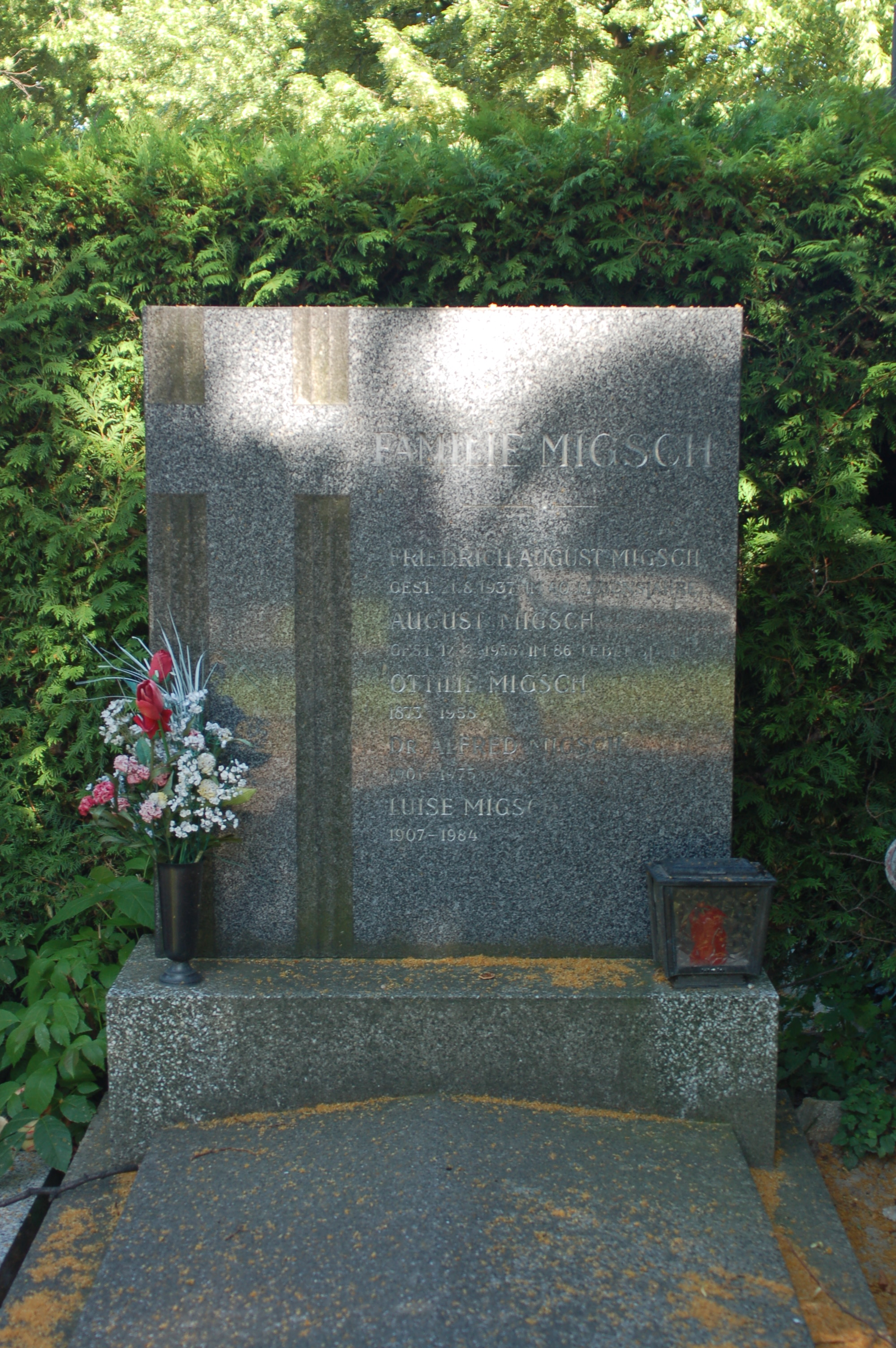
Grabmal von Alfred Migsch auf dem Ottakringer Friedhof

Alfred Migsch (* 5. November 1901 in Wien; † 18. Oktober 1975 ebenda) war ein österreichischer Politiker (SPÖ). Migsch war über zwei Jahrzehnte Abgeordneter zum Nationalrat und zwischen 1947 und 1949 Bundesminister für Elektrifizierung und Energiewirtschaft.

## Leben
Alfred Migsch schloss sich als Jugendlicher der Sozialistischen Arbeiterjugend (SAJ) an und begann 1921 ein Studium der Nationalökonomie und der Soziologie an der Universität Wien, das er 1936 mit dem akademischen Grad Dr. rer. pol. abschloss. Noch 1921 erhielt Migsch eine Anstellung bei der Gemeinde Wien, wobei er zwischen 1922 und 1929 im Stadtschulrat beschäftigt war. Zwischen 1922 und 1925 war Migsch als führender Funktionär der SAJ aktiv und arbeitete ab 1929 als Sekretär für den Stadtrat Anton Weber. 1934 wurde Migsch an die Bezirkshauptmannschaft Favoriten versetzt.
Nach dem Österreichischen Bürgerkrieg setzte er sein politisches Engagement fort. Während der Zeit des Nationalsozialismus schloss er sich der „Anti-Hitler-Bewegung Österreichs“ an und redigierte die ab Jänner 1943 erscheinende illegale Zeitung „Wahrheit“. Die Matrizen für die Vervielfältigung der Zeitung wurden dabei teilweise von seiner Mitarbeiterin Marianne Kühnlein in seinem Büro im Rathaus hergestellt, teils produzierte sie Migsch selbst in seiner Wohnung. Migsch wurde im Jänner 1944 von der Gestapo verhaftet, die ihm jedoch keine strafbaren Handlungen nachweisen konnte. Dennoch wurde er im KZ Mauthausen bis zu dessen Befreiung durch die Alliierten im Mai 1945 inhaftiert.
Nach dem Ende des Zweiten Weltkriegs wurde Migsch am 19. Dezember 1945 als Abgeordneter zum Nationalrat angelobt, dem er zunächst bis zum 18. Jänner 1955 angehörte. Gleichzeitig gehörte Migsch der Bundesregierung Figl I zwischen dem 24. November 1947 und dem 8. November 1949 als Minister für Elektrifizierung und Energiewirtschaft an. Am 12. Dezember 1954 wurde Migsch als Amtsführender Stadtrat für Personalangelegenheiten, Verwaltungs- und Betriebsreform in Wien angelobt, legte dieses Amt jedoch bereits am 13. April 1956 wieder zurück. Er gehörte in der Folge zwischen dem 8. August 1956 und dem 30. März 1966 erneut dem Nationalrat an. Obwohl Migsch selbst KZ-Häftling gewesen war, setzte er sich für eine „differenzierte und vorsichtige Einbindung ehemaliger Nationalsozialisten“ in die SPÖ ein und vertrat eine relativ harte Haltung gegenüber jüdischen Restitutionsansprüchen.
Nach seinem Tod wurde Migsch auf dem Ottakringer Friedhof (Gruppe 24, Reihe 13, Nr. 1) bestattet.

## Publikationen
- Der Familienlohn. Berlin, Wien [u. a.], Österreichischer Wirtschaftsverlag, 1938
- Der Weg zum Wiederaufbau und zur Freiheit Österreichs. Wien 1946
- Der Weg aus dem Wirtschaftschaos. Aus dem Vortrag im Auditorium maximum der Wiener Universität anläßlich der Großkundgebung des Freien Wirtschaftsverbandes Österreichs. Wien 1947
- Ein Volk kämpft um sein Leben. Wien, Verlag der Wiener Volksbuchhandlung, 1949
- Anschlag auf Österreich. Ein Tatsachenbericht über den kommunistischen Putschversuch im September – Oktober 1950. Wien 1950
- Adolf Schärf in seiner Zeit. Wien, Verlag der Wiener Volksbuchhandlung, 1957
- Parlament ohne Opposition. 1963